# Think:act
Unter der Marke think:act der Unternehmensberatung Roland Berger werden seit 2004 Publikationen verschiedener Formate internationale Führungskräfte subsumiert. Zu den Publikationen unter dem Dach der think:act zählen neben Magazinen und Informationsbroschüren auch Bücher.

## think:act – Das Magazin
Das think:act Magazin selbst richtet sich direkt an Entscheider in Unternehmen und stellt somit eine verfolgt eine klare B2B-Ausrichtung. Das Magazin wurde bis zum Jahr 2011 drei- bis viermal jährlich in den Sprachen Englisch, Deutsch, Russisch, Chinesisch und Polnisch veröffentlicht. Die Auflage von ca. 20.000 Exemplaren wird als Presseaussendung an führende Top-Manager in 22 Nationen versendet. Konzeptionell ist das Magazin durch sein Ziel der „thought leadership“ auf aktuelle Trendthemen aus dem Managementbereich ausgerichtet.
Der Anspruch an das Format ist, einen hohen journalistischen Standard zu halten und die Marke Roland Berger in den Hintergrund treten zu lassen.
Das Handbuch Unternehmenskommunikation führt die think:act als Referenz für B2B-Kundenmagazine auf.
Das Magazin mit dem Namen think:act wurde in den Jahren 2005, 2006 und 2007 mit dem Best of Corporate Publishing (BCP) Award in der Branchengruppe „Finanzdienstleistungen / Immobilien / Consulting“ ausgezeichnet. Zuletzt gewann das Magazin den Mercury Award 2009 (Silver) sowie den Astrid Award 2010 (Honors) in der Kategorie „Executive Magazine“.
Am 27. September 2011 wurde bekannt gegeben, dass der Axel Springer Verlag ab sofort die Entwicklung des think:act-Magazins übernimmt. Künftig wird das Magazin dreimal jährlich mit einer Auflage von jeweils 30.000 Exemplaren in den Sprachen Deutsch und Englisch erscheinen. Neben einer inhaltlichen Weiterentwicklung erfährt das Magazin zusätzlich eine optische Überarbeitung.

## re: think CEO
Die Bücher der re: think CEO-Reihe, veröffentlicht von der Unternehmensberatung Roland Berger in Zusammenarbeit mit der WirtschaftsWoche, richten sich an Manager und Führungskräfte. Die Bücher sind jeweils rund 140 Seiten lang. Die bisherigen vier Ausgaben beschäftigen sich mit Strategie, Umgang mit den Medien, „grüne“ Wirtschaft. Das neueste Buch der Reihe beschäftigt sich mit dem europäischen Managementmodell.
- Burkhard Schwenker: re: think CEO 01: Strategisch denken – Mutiger führen. BrunoMedia, Köln 2008, ISBN 978-3-9811506-6-7.
- Torsten Oltmanns: re: think CEO 02: Manager in der Medienfalle. BrunoMedia, Köln 2009, ISBN 978-3-9811506-7-4.
- Torsten Henzelmann: re: think CEO 03: Erfolg durch Green Transformation. BrunoMedia, Köln 2010, ISBN 978-3-9812730-7-6.
- Burkhard Schwenker: re: think CEO 04: Europa führt!: Plädoyer für ein erfolgreiches Managementmodell. BrunoMedia, Köln 2011, ISBN 978-3-9814012-6-4.

## think:act CONTENT
Im Gegensatz zum Magazin think:act ist die think:act CONTENT stark faktenbasiert und auf die Erarbeitung eines spezialisierten Themas hin ausgerichtet. Die think:act CONTENT hat das Ziel, Entscheider in Unternehmen zu dem jeweiligen Thema der Ausgabe entscheidungsfähig zu machen. Die think:act CONTENT ist das neueste Format der Marke think:act. Jede Ausgabe der think:act CONTENT ist online zum freien Download verfügbar.

## Weitere Formate
Weiterhin ordnen sich die Buchreihen „think:act BOOKS“ und “re:think CEO” unter der Marke think:act ein, in der Roland Berger-Partner über ihre Kernthemen schreiben. In der „think:act Study“ werden Studien und Forschungsergebnisse publiziert. Die „think:act BUSINESS“ ist eine thematische Auskopplung des Magazins think:act. Die „think:act audio“ ist eine CD-Beilage ausgewählter Beiträge des Magazins think:act, welche diesem jeweils beigefügt ist.